# Monte-Carlo Beach
Monte-Carlo Beach är ett femstjärnigt hotell som ligger på Avenue Princesse Grace i Roquebrune-Cap-Martin i Frankrike. Den ägs och drivs av det statliga monegaskiska tjänsteföretaget Société des bains de mer de Monaco (SBM) och anläggningen betraktas tillhöra Monaco trots att den ligger i grannlandet. Hotellet har 40 hotellrum varav 14 är hotellsviter samt tre restauranger som bland annat Elsa, som hade en stjärna i Michelinguiden.
Hotellet uppfördes 1929, på mark tidigare tillhörande den närliggande villan Villa La Vigie, via ett samarbete mellan SBM och den amerikanska författaren och kolumnisten Elsa Maxwell. Den var ritad av Roger Seassal och 2009 genomgick den en större renovering med hjälp av arkitekten India Mahdavi.

## Galleri

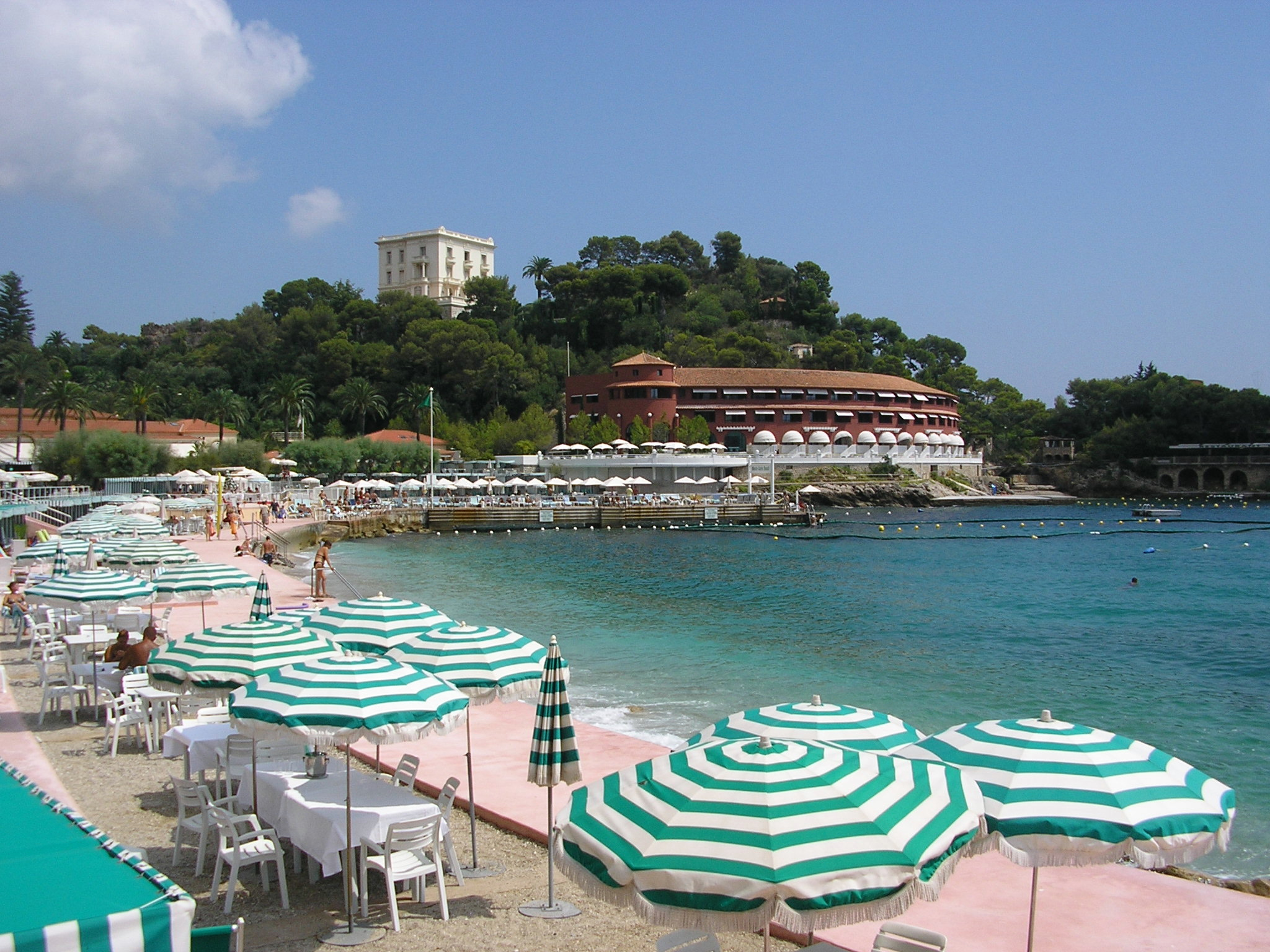
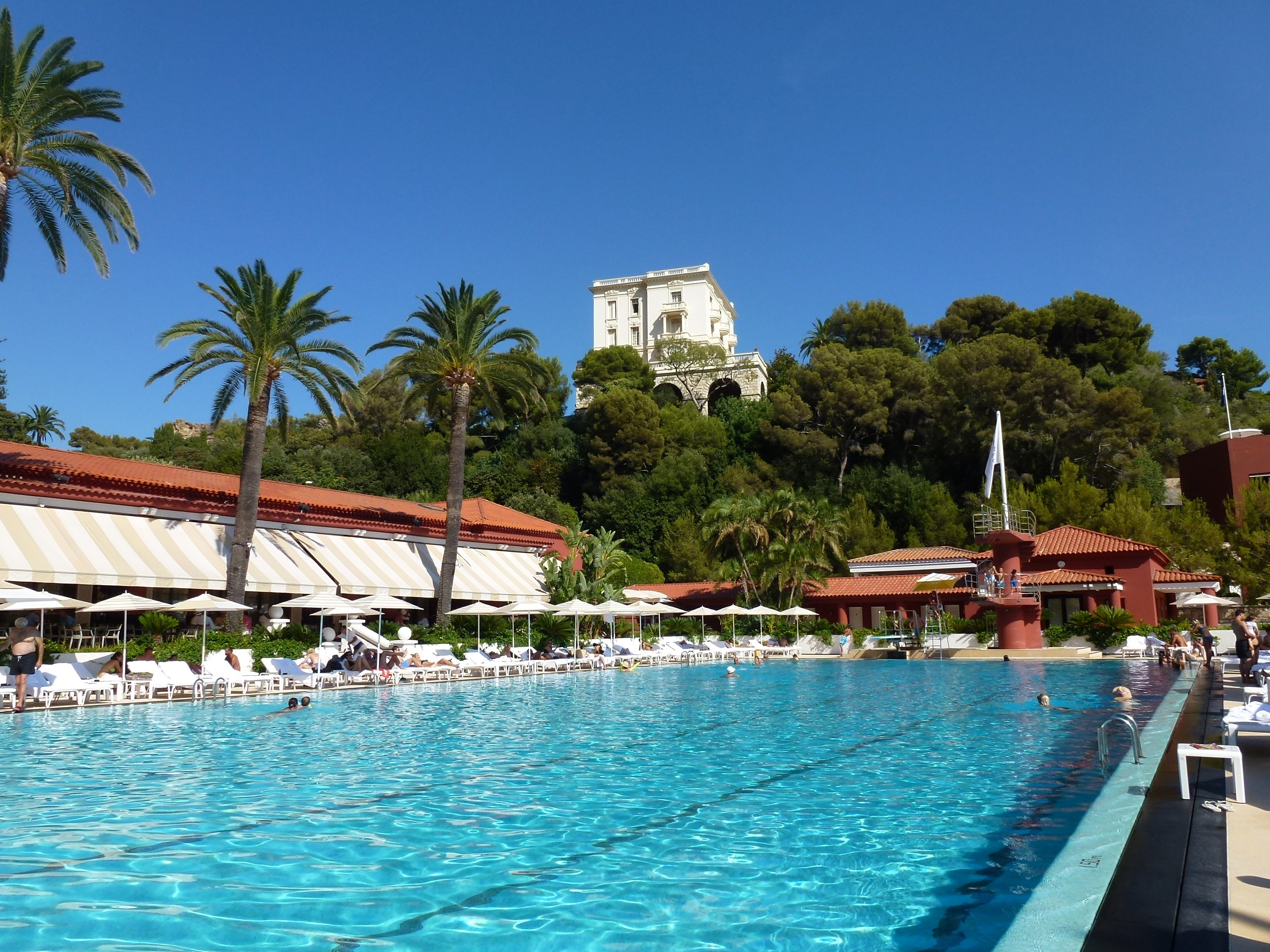
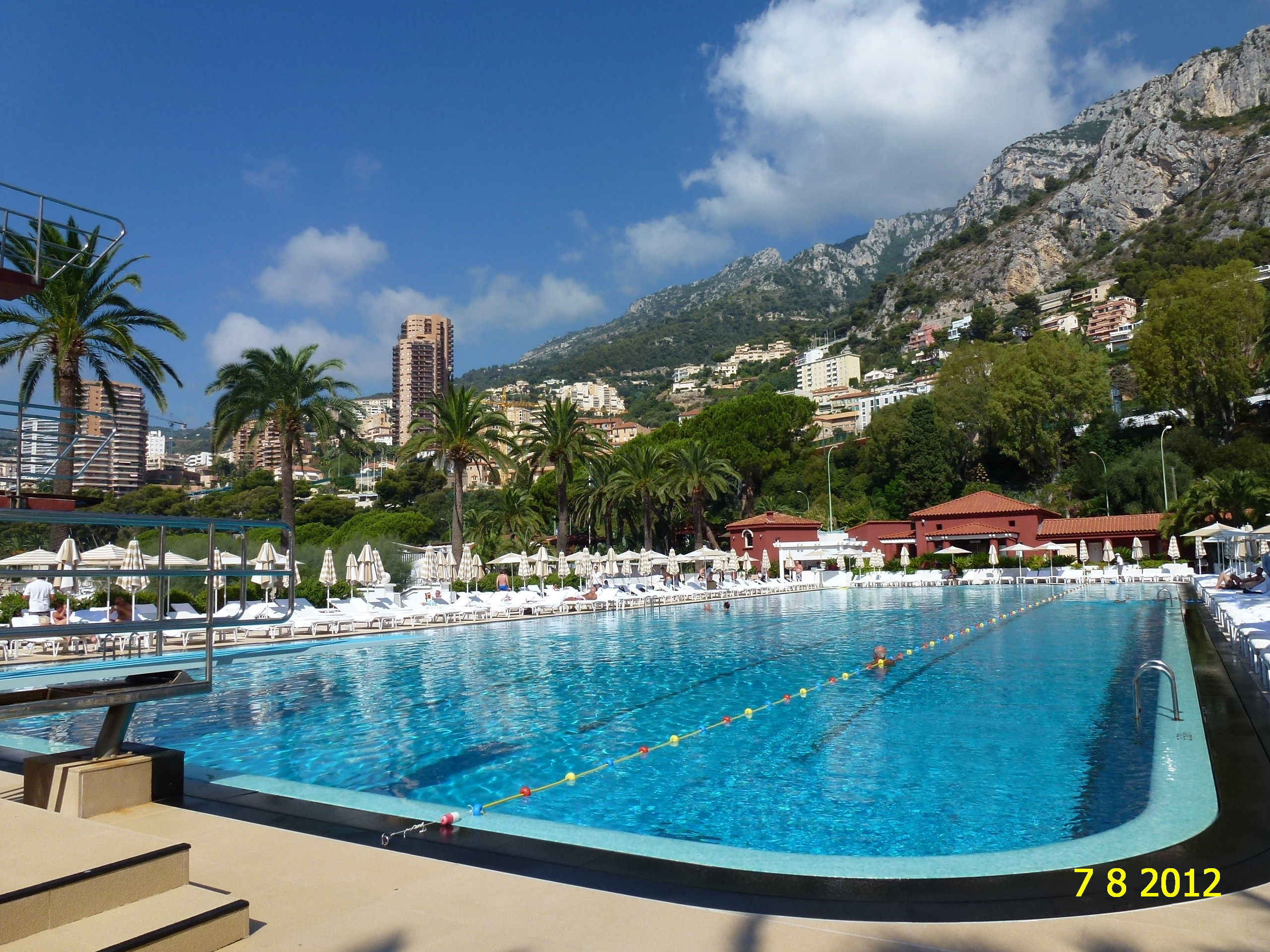
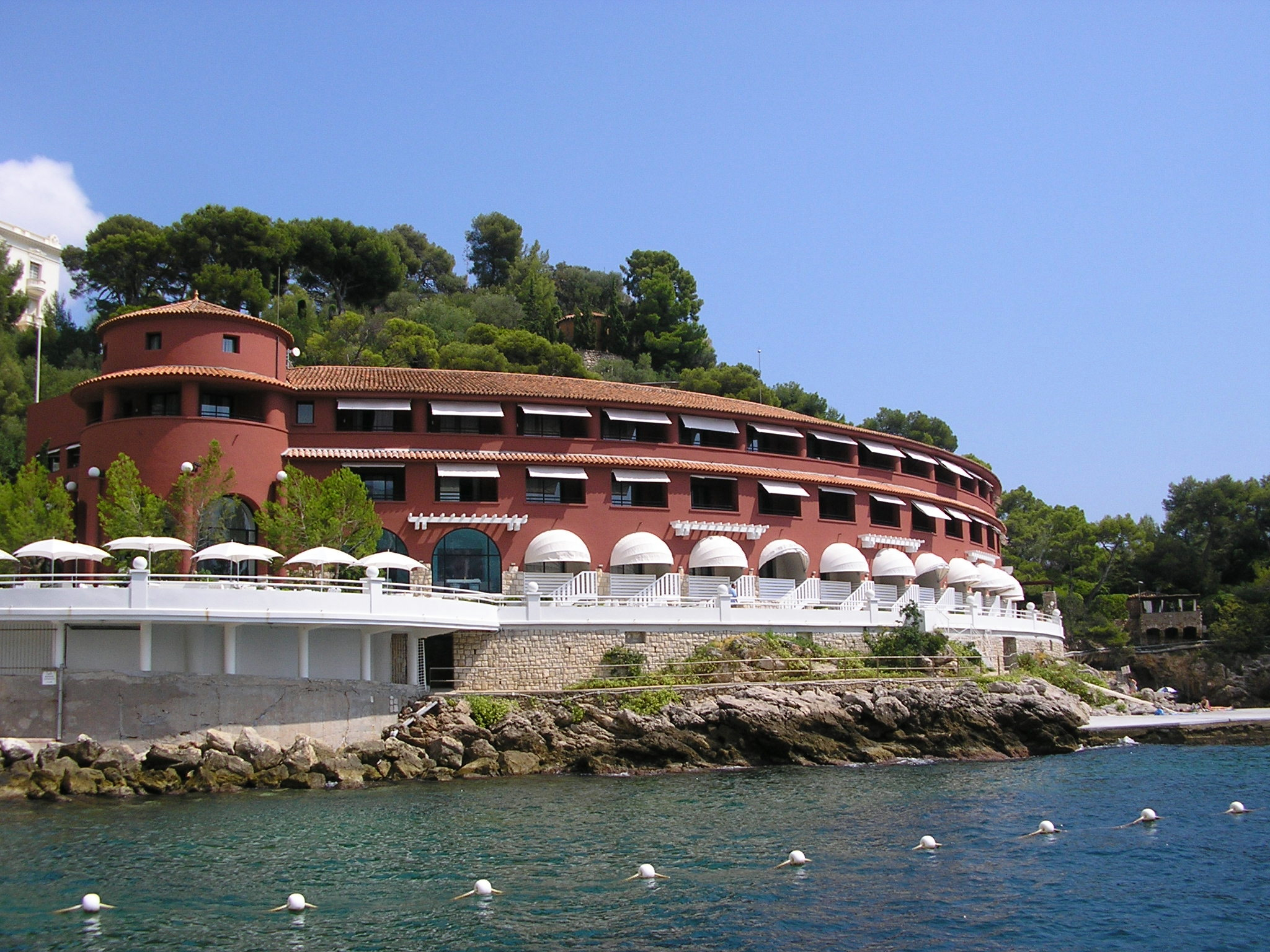